# Canonges Regulars de la Congregació Hospitalera del Gran Sant Bernat
Els Canonges Regulars de la Congregació Hospitalera del Gran Sant Bernat (en llatí Congregatio Sanctorum Nicolai et Bernardi Montis Iovis) són un institut de vida consagrada de l'Església Catòlica, concretament un orde de canonges regulars. Els membres de la comunitat segueixen la Regla de Sant Agustí i esten integrats a la Confederació de Canonges Regulars de Sant Agustí. Fan servir a continuació del nom les sigles C.R.S.B.

## Història
La congregació sorgí a Martigny (avui al cantó suís del Valais) el segle xi per a regentar l'alberg de Mont Joux (Mons Jovis o Mont de Júpiter, actual coll del Gran Sant Bernart), fundat per Sant Bernat d'Aosta. Poc després, el mateix Bernat va fundar un segon hospital al Petit Sant Bernat, que va funcionar fins al segle xviii.
Fins als primers decennis del segle xx, els canonges tenien la missió d'acollir, guiar i socórrer els viatgers i pelegrins que, travessant els Alps (el pas era una via natural en els camins de pelegrinatge des d'Europa cap a Roma), hi passaven. Feien servir gossos santbernat per a trobar els vianants perduts i protegir-se de la mala gent.
La construcció de túnels va fer que el trànsit pels ports de muntanya disminuís. L'orde es va establir en 1931 al Tibet, prop de Lhasa, però va haver d'exiliar-se a Taiwan on avui té una seu, a Hwalien.
Des del 1959, formen part dels Canonges Regulars de Sant Agustí Confederats.

## Activitat i difusió
El 2005, l'orde comptava amb 3 cases (Gran Sant Bernat, Simplon i Saint-Oyen) i 48 membres, 41 dels quals són sacerdots.

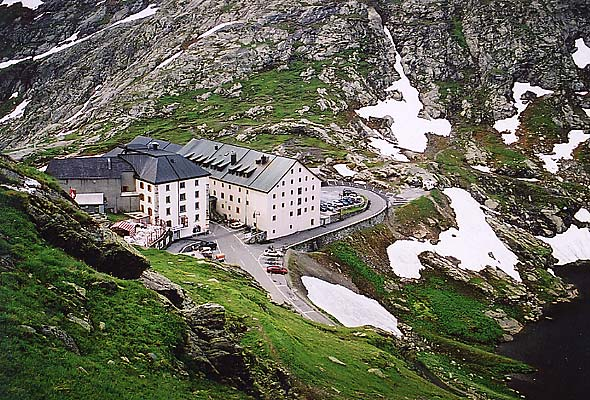
Alberg i hospici del Gran Sant Bernat
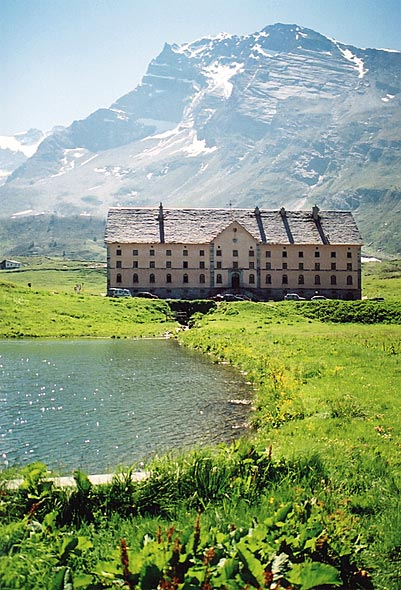
Comunitat del Coll del Simplon